# Irurzun
Irurzun (em castelhano) ou Irurtzun (em basco) é um município da Espanha na província e comunidade foral (autónoma) de Navarra. Tem 3,74 km² de área e em 2021 tinha 2 296 habitantes (densidade: 613,9 hab./km²).